# Спанцов
Спанцов (рум. Spanțov) — село у повіті Келераш в Румунії. Входить до складу комуни Спанцов.
Село розташоване на відстані 65 км на південний схід від Бухареста, 44 км на захід від Келераші, 147 км на захід від Констанци.

## Населення
За даними перепису населення 2002 року у селі проживали 1219 осіб. Усі жителі села рідною мовою назвали румунську.
Національний склад населення села:
| Національність | Кількість осіб | Відсоток |
| -------------- | -------------- | -------- |
| румуни         | 1199           | 98,4%    |
| цигани         | 20             | 1,6%     |